# Phakopsora jatrophicola
Phakopsora jatrophicola är en svampart som beskrevs av Cummins 1956. Phakopsora jatrophicola ingår i släktet Phakopsora och familjen Phakopsoraceae.   Inga underarter finns listade i Catalogue of Life.